# Giulio Confalonieri (musicologo)
Giulio Confalonieri (Milano, 1896 – Milano, 29 giugno 1972) è stato un musicologo, compositore, pianista e critico musicale italiano.

## Biografia
Diplomatosi in pianoforte, studiò composizione con Franco Alfano e, nel 1922, con Paul Dukas. Si trasferì quindi a Londra per tre anni, dove compose e mise in scena nel 1923 il balletto Une nuit de Versailles. Si esibì inoltre come pianista concertista e fu insegnante di piano. Sempre a Londra, ma nel 1928, furono eseguite le musiche di scena che aveva composto per The Faithful Sheperdess. Rientrato in Italia nel 1926, compose l'opera lirica Rosaspina, due poemi sinfonici, liriche e brani musicali vari, nonché un concerto per piano e orchestra (1957).
Uomo di ampia cultura, come musicologo si dedicò alla redazione di saggi e alla critica. Fra i suoi lavori spiccano Vita di Cherubini o Prigionia di un artista (1948), una biografia di Luigi Cherubini che, l'anno dopo, vinse il premio Bagutta e una Storia della musica, scritta fra il 1950 (come "Guida alla Musica") e il 1958, (ultima edizione: Ediz. Accademia, Milano 1975).
Morì nel 1972 all'età di 76 anni in seguito ad un infarto.